# NGC 5730
NGC 5730 is een onregelmatig sterrenstelsel in het sterrenbeeld Ossenhoeder. Het hemelobject werd op 9 april 1787 ontdekt door de Duits-Britse astronoom William Herschel.

## Synoniemen
- UGC 9456
- MCG 7-30-46
- ZWG 220.44
- KCPG 430A
- IRAS 14379+4257
- PGC 52396